# Кривківська сільська рада
Кривківська сільська рада — колишній орган місцевого самоврядування у Турківському районі Львівської області. Адміністративний центр — село Кривка.

## Загальні відомості
Кривківська сільська рада утворена в 1939 році.

## Населені пункти
Сільській раді були підпорядковані населені пункти:
- с. Кривка
- с. Івашківці

## Склад ради
Рада складалася з 12 депутатів та голови.

### Керівний склад попередніх скликань
| ПІБ                         | Основні відомості                                                                                                | Дата обрання | Дата звільнення |
| --------------------------- | --- | ------------ | --------------- |
| Повханич Михайло Васильович | Сільський голова, 1964 року народження, освіта середня спеціальна, безпартійний                                  | 26.03.2006   | 31.10.2010      |
| Повханич Михайло Васильович | Сільський голова, 1964 року народження, освіта середня спеціальна, член Всеукраїнського об'єднання «Батьківщина» | 31.10.2010   |                 |

Примітка: таблиця складена за даними джерела